# Cyrtomomyia punctulata
Cyrtomomyia punctulata är en tvåvingeart som först beskrevs av Becker 1912.  Cyrtomomyia punctulata ingår i släktet Cyrtomomyia och familjen fritflugor. Inga underarter finns listade i Catalogue of Life.